# Retiaji
Retiaji (en rus: Ретяжи) és un poble de l'óblast d'Oriol, a Rússia, segons el cens del 2010 tenia 83 habitants. Pertany al districte municipal de Kromi.